# Gindetta Mariani
Gindetta Mariani (1876 - post 1911) fue una botánica, micóloga, profesora, taxónoma, conservadora, y exploradora italiana.

## Membresías
- Sociedad Botánica Italiana[3]

## Eponimia
Especies de fanerógamas
- (Campanulaceae) Campanula marianii Sennen[4]
- (Caryophyllaceae) Dianthus marianii Sennen[5]
- (Scrophulariaceae) Euphrasia mariani Sennen[6]